# Морськой Гаврило Олексійович
Морськой Гаврило Олексійович (справжнє прізвище Янчевецький; 23 березня 1862 (в деяких джерелах 1864), Чернігівська губернія — 26 січень 1914, Петроград) — російський оперний і камерний співак (лірико-драматичний тенор) і педагог. Володів сильним голосом широкого діапазону (вільно брав верхнє до), проте в джерелах відзначається, що не мав акторського дарування. Дружина — оперна і камерна співачка Леоніда Яніковська.

## Життєпис
Народився в сім'ї священика. Співу навчався в 1882—1889 в Петербурзькій консерваторії (педагоги: К. Еверарді, С. Габель, Й. Палечек), після закінчення якої виступав в оперних театрах різних міст Росії: Одеси (до 1892), Києва (1892-93, 1894 95), Харкова (1893-94), Ростова-на-Дону, Тифліса, Москви.
У 1895—1906 соліст петербурзького Маріїнського театру, де виконував провідні партії, чергуючись з І. Єршовим і М. Фігнером. У жовтні 1903 року виступив в партії Германа («Пікова дама») на сцені московського Большого театру.
З 1907 року вів педагогічну діяльність: був одним з організаторів Петроградської народної консерваторії. Серед його учнів — Карл Отс.

## Творчість
Репертуар включав понад 50 партій.
Камерний репертуар включав твори таких композиторів як: К. Сен-Санс, Л. Бетховен, О. Миклашевський, Г. Берліоз, М. Римський-Корсаков (кантата «Світезянка» — 1-й виконавець, 14 листопада 1898 п/у В. Сафонова; кантата «Пісня про віщого Олега» — 1-й виконавець, 18 грудня 1899 п/у автора), О. Глазунова. У Петербурзі влаштовував концерти української музики.
Автор романсів на слова Т. Шевченка, в тому числі «У гаю, гаю вітру нема».
Записувався на грамплатівки (7 тв.) в Петербурзі («Грамофон», 1899, 1901, 1906, 1907; «Пате», 1903; «В. І. Ребіков», 1903; «Лірофон», 1905).